# 斑尾嬌麗魚
斑尾嬌麗魚，為輻鰭魚綱鱸形目隆頭魚亞目慈鯛科的其中一種，分布於中美洲巴拿馬太平洋岸的淡水流域，體長可達8.3公分，棲息在河川中底層水域，生活習性不明。

## 擴展閱讀
維基物種上的相關：斑尾嬌麗魚